# 阿茨巴赫 (莱茵兰-普法尔茨州)
阿茨巴赫是德国莱茵兰-普法尔茨州的一个市镇。总面积9.93平方公里，总人口1712人，其中男性809人，女性903人（2011年12月31日），人口密度172人/平方公里。